# الفبای قزاقی

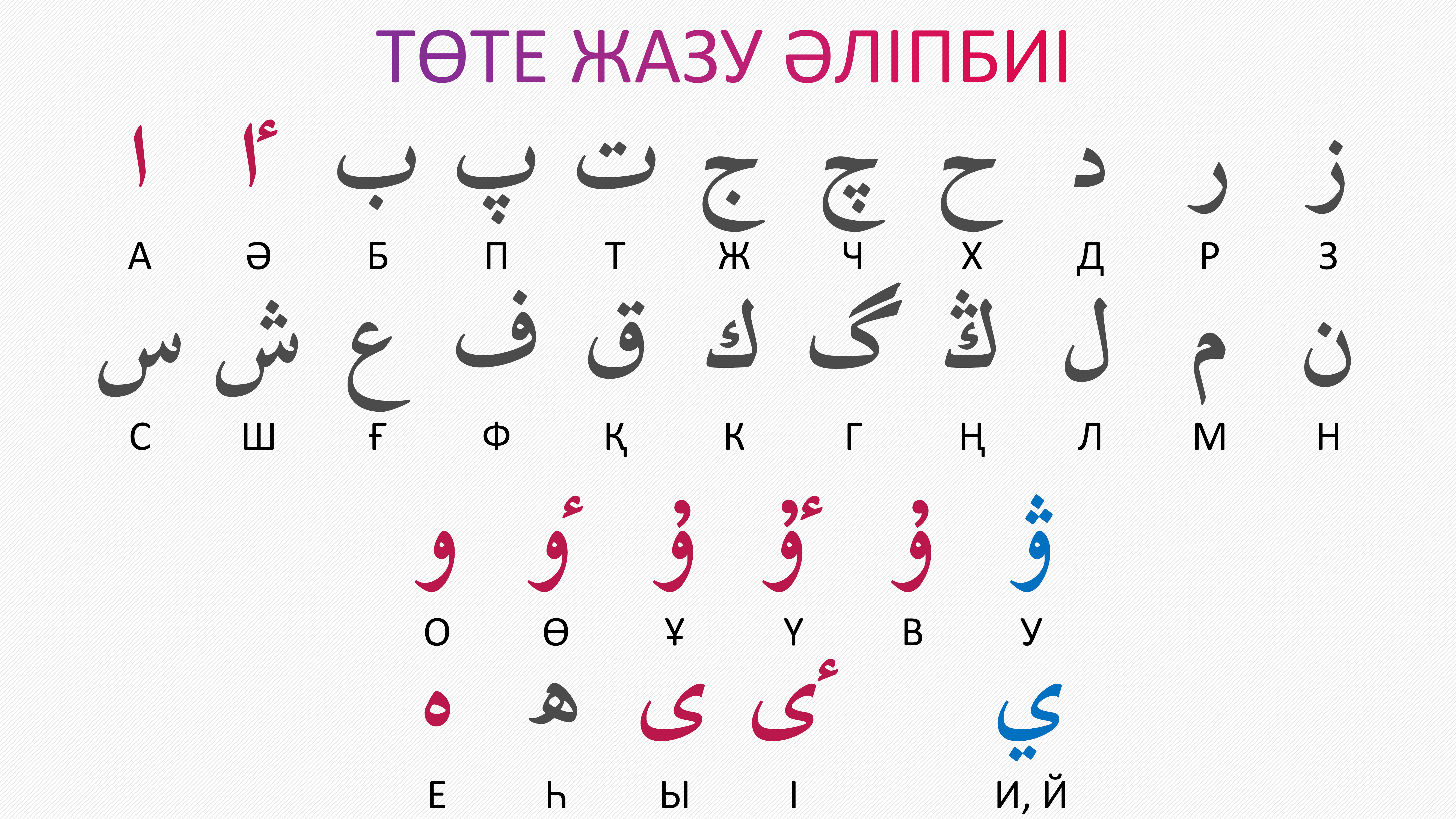
الفبای عربی قزاق، ساخته شده در سال ۱۹۲۹ توسط احمد بای‌تورسون اوغلو

برای نوشتن زبان قزاقی از سه الفبا استفاده شده‌است: متن سیرلیک، لاتین و عربی. از اسکریپت سیریلیک در قزاقستان و مغولستان استفاده می‌شود. یک فرمان ریاست جمهوری اکتبر سال ۲۰۱۷ در قزاقستان دستور داد که انتقال از سیریلیک به یک اسکریپت لاتین تا سال ۲۰۲۵ تکمیل شود. از متن عربی در ولایت خودمختار ایلی قزاق، در استان سین‌کیانگ، ایران و افغانستان استفاده می‌شود.

## الفبای عربی قزاق

متن قزاقستانی در سال ۱۹۰۲ به هر دو خط عربی و سیریلیک. در ارتوگرافی مدرن: Қазыменен сөйлесіп، қазыны сөзге жеңе Маріпті. Сонда қазы қорқып، "Бұл маған келген бала - менің қазылығымды тартып алса керек!! "- деп، қатынына ақылдасыпты.» به تفاوت‌های سیریلیک قدیمی در اینجا و الفبای سیریلیک فعلی توجه کنید.

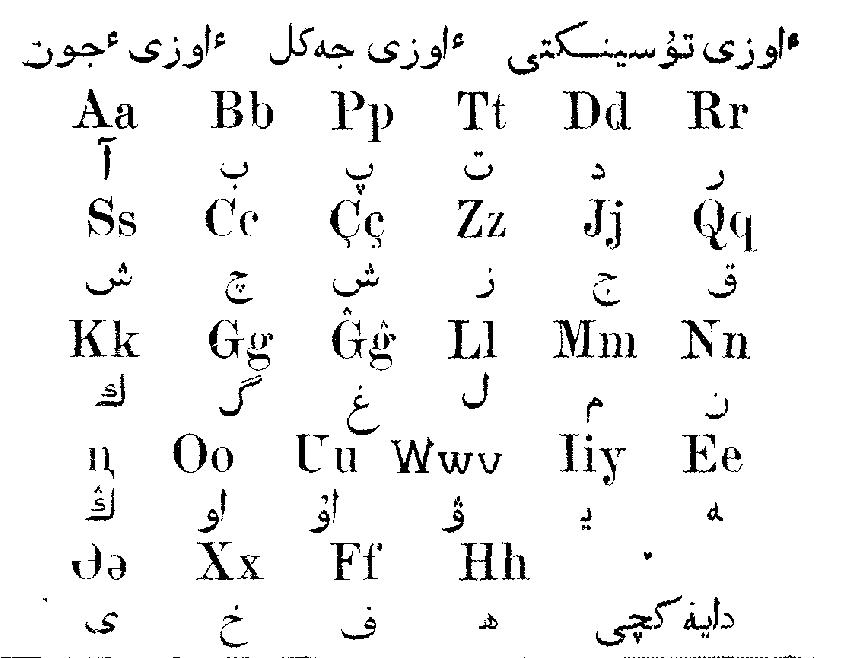
خط عربی و لاتین قزاق در سال ۱۹۲۴

الفبای عربی الفبای اصلی نوشتار زبان قزاق از زمان گسترش دین اسلام در میان طوایف قزاق در قرن یازدهم میلادی بود. تا سال ۱۹۲۴ میلادی، الفابیی مشابه الفبای ترکی آذربایجانی که در ایران استفاده می‌شود بود. در آن سال، زبان‌شناس قزاق، احمد بای‌تورسون اوغلو، الفبای قزاق را اصلاح و استاندارد کرد. اما این الفبای جدید، فقط به مدت پنج سال، تا سال ۱۹۲۹ در قزاقستان شوروی مورد استفاده بود. در سال ۱۹۲۹، الفبای قزاق به لاتین، و در سال ۱۹۴۰ به سیریلیک تغییر کرد.
امروزه الفبای عربی قزاق، استانداردیزه شده به دست احمد بای‌تورسون اوغلو، الفبای رسمی قزاق در ولایت خودمختار ایلی قزاق، در استان سین‌کیانگ چین می‌باشد.

### واکه‌ها
در الفبای عربی قزاقی، ۹ واکه تعریف شده‌است. باید یادآور شد که بعضی از حروفی که در الفبای لاتین و سیریلیک قزاقی واکه هستند، در الفبای عربی به عنوان حرف صامت تعریف شده‌اند، (مثل حرف ۋ [У у]).
|                                                         |                             | لبی       | لبی       | غیر لبی        | غیر لبی         | غیر لبی         | غیر لبی   |     |
|                                                         |                             | تنگ       | باز       | تنگ            | تنگ             | تنگ             | باز       | باز |
| ------------------------------------------------------- | --------------------------- | --------- | --------- | -------------- | --------------- | --------------- | --------- | --- |
| پسین جۋان داۋیستی دیبیستار Жуан дауысты дыбыстар        | عربی                        | ـۇ / ۇ‎    | ـو / و‎    | یـ / ـی / ی‎    | یـ / ـی / ی‎     | ا / ـا          | ا / ـا    |     |
| پسین جۋان داۋیستی دیبیستار Жуан дауысты дыбыстар        | معادل سیریلیک (معادل لاتین) | Ұ ұ (Ū ū) | О о (O o) | Ы ы (Y y)      | Ы ы (Y y)       | А а (A a)       | А а (A a) |     |
| پسین جۋان داۋیستی دیبیستار Жуан дауысты дыбыстар        | آوانگاری                    | [ʊ]       | [wʊ~o̞]    | [ə]            | [ə]             | [ɑ]             | [ɑ]       |     |
| پیشین جیڭیشکه داۋیستی دیبیستار Жіңішке дауысты дыбыстар | عربی                        | ٴـۇ / ٴۇ  | ٴـو‎/ ٴو‎   | ٴیـ / ٴـی / ٴی‎ | ه / ـه‌          | ه / ـه‌          | ٴا / ٴـا  |     |
| پیشین جیڭیشکه داۋیستی دیبیستار Жіңішке дауысты дыбыстар | معادل سیریلیک (معادل لاتین) | Ү ү (Ü ü) | Ө ө (Ö ö) | І і (I ı)      | Е е / Э э (E e) | Е е / Э э (E e) | Ә ә (Ä ä) |     |
| پیشین جیڭیشکه داۋیستی دیبیستار Жіңішке дауысты дыбыстар | آوانگاری                    | [ʏ]       | [wʏ~ɵ]    | [ɪ]            | [jɪ]            | [jɪ]            | [æ]       |     |

### نقش همزه
از نکات خاص الفبای عربی قزاق، طرز استفاده از همزه در این زبان است. همزه در الفبای عربی قزاق صدایی ندارد، اما نقش مهمی را ایفا می‌کند. در قزاق، همزه نه بر روی حروف، بلکه پیش از کلمات می‌آید.
نقش همزه برای نشان دادن واکه‌های پیشین (حروف صداداری که در جلوی دهان ادا می‌شوند)، حروف صداداری که در الفبای لاتین ترکی آذربایجانی و استانبولی، با حروف ı ö ü است. به‌طور مثال ضمیر اول شخص جمع «بیز» (біз)، در الفبای عربی، ٴبیز نوشته می‌شود.
اما باید توجه داشت که استثناهایی هم وجود دارند. اول این‌که کلماتی که در آنها حروف «/e/ (е, э)» (حرف ه) وجود دارد، به دلیل اینکه این حرف، واکه‌های پیشین است، دیگر نیازی به همزه برای مشخص کردن اینکه سایر واکه‌های کلمه نیز پیشین هستند وجود ندارد. به‌طور مثال کلمه ٴتۇییس (به معنای گره)، همزه دارد، به این معنا که این واکه‌های این کلمه ı و ü هستند. اما در حالت جمع، همزه دیگر در کلمه تۇییسته‌ر نوشته نمی‌شود، چرا که حرف «ه» در این کلمه موجود است.
از دیگر استثناها، کلماتی هستند که دارای یکی از حروف «/k/ (к), /q/ (қ), /g/ (г), /ğ/ (ғ)» (ک، گ، ق، ع) می‌باشند، بدون همزه نوشته می‌شوند. کلماتی که شامل حروف «/k/ (к), /g/ (г)» (ک، گ) هستند، بر اساس قوانین فونولوژیک قزاقی، به خودی خود واکه‌های پیشین خواهند داشت و در نتیجه نیازی به همزه نخواهند داشت. به‌طور مثال، کلمه ٴتۇییر به معنای «دانهٔ ریز»، با همزه نوشته می‌شود، اما کلمه مشتق از آن، تۇییرشیک، به معنی «شنی، دانه‌ای»، به دلیل اینکه دارای حرف «ک» می‌باشد، بدون همزه نوشته می‌شود.
کلماتی که شامل حروف «/q/ (қ), /ğ/ (ғ)» (ق، ع) هستند، بر طبق قوانین فونولوژیک قزاقی، واکه پسین خواهند داشت.
به طبع این قانون، پسوندهای قزاق شامل این حروف، به شکل زوج می‌آیند. به‌طور مثال، برای کلمات با واکه پسین، پسوند «-لیق»، «-دیق»، «-تیق»، و برای کلمات با واکه پیشین، پسوند «-لیک»، «-دیک»، «-تیک» به کار برده می‌شود.

### لیست حروف الفبای عربی قزاقی
| معادل سیریلیک | نام حرف در قزاق                  | آوانگاری        | تنها | پایانی | میانی | آغازی |
| ------------- | -------------------------------- | --------------- | ---- | ------ | ----- | ----- |
| Аа            | әліп ٴالیپ                       | [ɑ]             | ا‎    | ـا‎     | ـا‎    | ا‎     |
| Әә            | һәмзә-әліп ٴحامزا- ٴالیپ         | [æ]             | ٴا‎   | ٴـا‎    | ٴـا‎   | ٴا‎    |
| Бб            | ба با                            | [b]             | ب‎    | ـب‎     | ـبـ‎   | بـ‎    |
| Пп            | па پا                            | [p]             | پ‎    | ـپ‎     | ـپـ‎   | پـ‎    |
| Тт            | та تا                            | [t]             | ت‎    | ـت‎     | ـتـ‎   | تـ‎    |
| Жж            | жим جیم                          | [ʑ]             | ج‎    | ـج‎     | ـجـ‎   | جـ‎    |
| Чч            | ха үш ноқат حا ٴۇش نوقات         | [t͡ɕ]            | چ‎    | ـچ‎     | ـچـ‎   | چـ‎    |
| Хх            | ха حا                            | [χ~q]           | ح‎    | ـح‎     | ـحـ‎   | حـ‎    |
| Дд            | дәл ٴدال                         | [d]             | د‎    | ـد‎     | ـد‎    | د‎     |
| Рр            | ра را                            | [r]             | ر‎    | ـر‎     | ـر‎    | ر‎     |
| Зз            | заин زاین                        | [z]             | ز‎    | ـز‎     | ـز‎    | ز‎     |
| Сс            | син سین                          | [s]             | س‎    | ـس‎     | ـسـ‎   | سـ‎    |
| Шш            | шин شین                          | [ɕ]             | ش‎    | ـش‎     | ـشـ‎   | شـ‎    |
| Ғғ            | аин این                          | [ɢ~ʁ]           | ع‎    | ـع‎     | ـعـ‎   | عـ‎    |
| Фф            | фа فا                            | [f]             | ف‎    | ـف‎     | ـفـ‎   | فـ‎    |
| Ққ            | қаф قاف                          | [q]             | ق‎    | ـق‎     | ـقـ‎   | قـ‎    |
| Кк            | кәф کاف                          | [k]             | ک‎    | ـک‎     | ـکـ‎   | کـ‎    |
| Гг            | гәф گاف                          | [ɡ]             | گ‎    | ـگ‎     | ـگـ‎   | گـ‎    |
| Ңң            | кәф үш ноқат کاف ٴۇش نوقات       | [ŋ~ɴ]           | ڭ‎    | ـڭ‎     | ـڭـ‎   | ڭـ‎    |
| Лл            | ләм ٴلام                         | [l~ɫ]           | ل‎    | ـل‎     | ـلـ‎   | لـ‎    |
| Мм            | мим میم                          | [m]             | م‎    | ـم‎     | ـمـ‎   | مـ‎    |
| Нн            | нун نۋن                          | [n]             | ن‎    | ـن‎     | ـنـ‎   | نـ‎    |
| Ее            | һә ٴحا                           | [jɪ]            | ه‌‎    | ـه‌‎     | ـه‌‎    | ه‌‎     |
| Һһ            | һә екі көз ٴحا ه‌کی کوز           | [h]             | ه‎    | ـه‎     | ـهـ‎   | هـ‎    |
| Оо            | уау ۋاۋ                          | [wʊ~o̞]          | و‎    | ـو‎     | ـو‎    | و‎     |
| Өө            | һәмзә-уау ٴحامزا-ۋاۋ             | [wʏ~ɵ]          | ٴو‎   | ٴـو‎    | ٴـو‎   | ٴو‎    |
| Ұұ            | уау дамма ۋاۋ دامما              | [ʊ]             | ۇ‎    | ـۇ‎     | ـۇ‎    | ۇ‎     |
| Үү            | һәмзә-уау дамма ٴحامزا-ۋاۋ دامما | [ʏ]             | ‎ٴۇ‎   | ٴـۇ‎    | ٴـۇ‎   | ‎ٴۇ‎    |
| Уу            | уау үш ноқат ۋاۋ ٴۇش نوقات       | [w], [ʊw], [ʏw] | ۋ‎    | ـۋ‎     | ـۋ‎    | ۋ‎     |
| Вв            | уау құсбелгі ۋاۋ قۇسبه‌لگی        | [v]             | ۆ‎    | ـۆ‎     | ـۆ‎    | ۆ‎     |
| Ыы            | я یا                             | [ə]             | ی‎    | ـی‎     | ـیـ‎   | یـ‎    |
| Іі            | һәмзә-я ٴحامزا-یا                | [ɪ]             | ٴی‎   | ٴـی‎    | ٴـیـ‎  | ٴیـ‎   |
| Йй, Ии        | я екі ноқат یا ه‌کی نوقات         | [j], [ɪj], [əj] | ی‎    | ـی‎     | ـیـ‎   | یـ‎    |
| Ъъ, Ьь        | һәмзә ٴحامزا                     |                 | ٴ‎    | ٴ‎      | ٴ‎     | ٴ‎     |

## خط سیریلیک
الفبای سیریلیک قزاقی هم‌اکنون در قزاقستان و استان بایان-اولگی مغولستان استفاده می‌شود. همچنین قزاقی‌های قرقیزستان، روسیه، ترکمنستان، ازبکستان و همچنین ساسپورایی‌ها در کشورهای دیگر اتحاد جماهیر شوروی سابق از آن استفاده می‌کنند. این خط در دوره امپراتوری روسیه در دهه ۱۸۰۰ معرفی شد و سپس در سال ۱۹۴۰ توسط اتحاد جماهیر شوروی اقتباس شد.
در قرن نوزدهم، ابراهیم آلتینسارین، آموزگار برجسته قزاقستانی، ابتدا الفبای سیریلیک را برای رونویسی از قزاق‌ها معرفی کرد. فعالیت مبلغین روسیه و نیز مدارس تحت حمایت روسیه، استفاده از سیریلیک را در قرن نوزدهم و اوایل قرن بیستم بیشتر و بیشتر کرد. این الفبای توسط سارسن آمانژولف دوباره ویرایش شد و در سال ۱۹۴۰ به شکل فعلی آن درآمد. این دبیره (الفبا)، دارای ۴۲ واج (حرف) است: ۳۳ حرف برگرفته از الفبای روسی و ۹ حرف اضافی برای تلفن‌های موبایل از زبان قزاقی: Ә، Ғ، Қ، Ң، Ө، Ұ، Ү، Һ، І (تا سال ۱۹۵۷، به جای used استفاده می‌شد). در ابتدا حروف قزاقستان پس از حروف الفبای روسی آمده بودند، اما اکنون آنها پس از حروف روسی مشابه از نظر صدا یا شکل قرار می‌گیرند.
حروف V، Ё (از سال ۱۹۵۷)، Ф، Х، Ц، چ، Щ، Ъ، Ь و in در زبان بومی قزاقستان استفاده نمی‌شود. از این میان، Ё، Ц، Ч، Щ، Ъ، Ь، Э فقط در کلمات وام گرفته شده از روسی یا از طریق زبان روسی استفاده می‌شود که مطابق قوانین ارتوگرافی روسی نوشته شده‌اند. حرف Х در گفتگوی مکالمه مانند ounced تلفظ می‌شود. حرف only فقط در وام‌های عربی-فارسی استفاده می‌شود و اغلب مانند /h/ (as /h/ یا سایشی چاکنایی بی واک) تلفظ می‌شود.
حرف I نشان دهنده واکه تنش [i] که از ترکیب ЫЙ /əj/ و ІЙ /ɪj/. حرف [u] نمایانگر /w/ و واکه تنش [u] که از ترکیبات ҰУ /ʊw/، ҮҮ /ʉw/، ЫЫ /əw/ و ІІ /ɪw/. علاوه بر این، И و У به کلماتی که از روسی وام گرفته شده‌است، ادامه می‌یابد، جایی که آنها به ترتیب واکه‌های ساده [i] و [u] نشان می‌دهند.

### تاریخچه

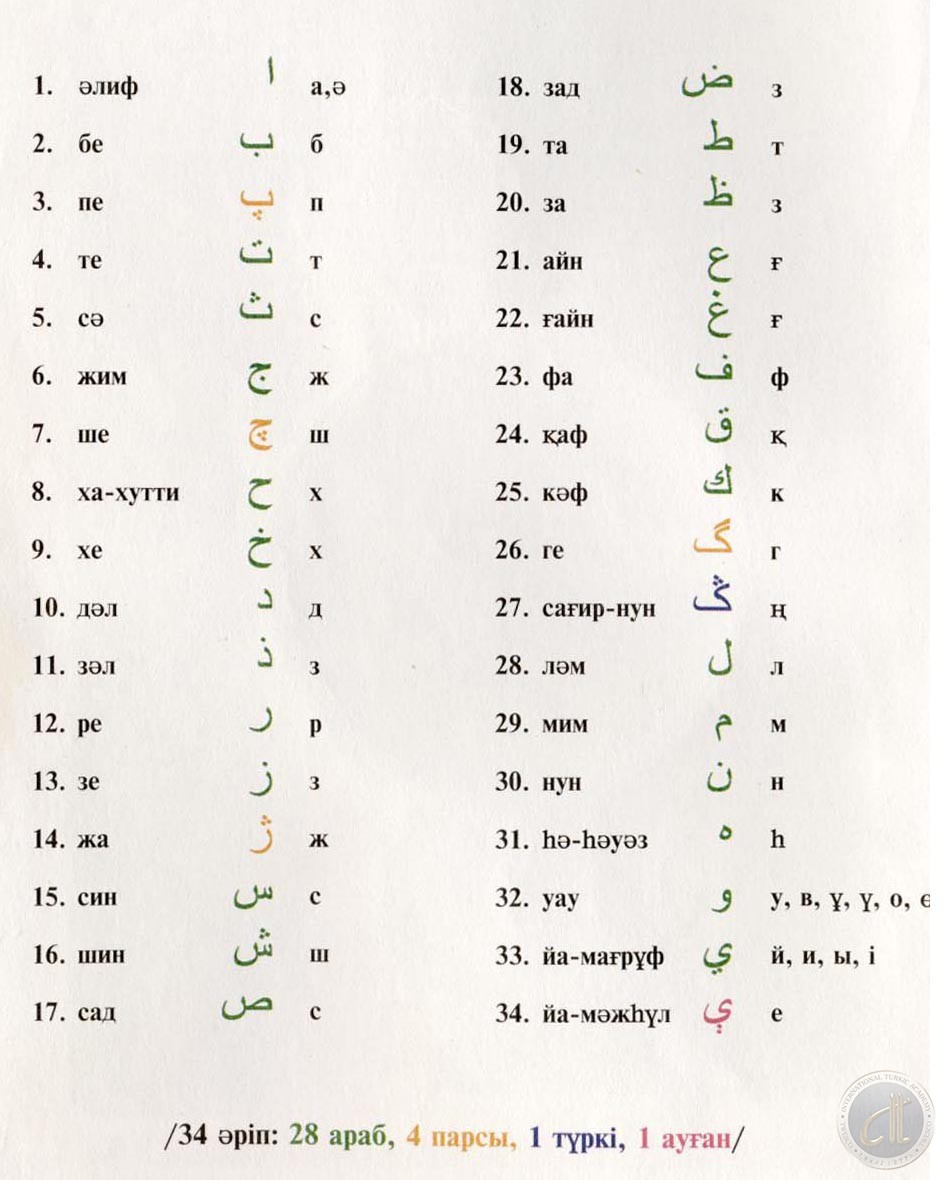
الفبای احمد بایتورسون‌اوغلی در سال ۱۹۱۲م. این الفبا در آینده عوض شده بود.

تغییر دادن الفبای سیریلیک به لاتین، احتمالاً برای فاصله گرفتن از شوروی بود. (همانند ترکیه) این اتفاق، احتمالاً به دلیل کاهش روابط شوروی و ترکیه در خلال بحران تنگه ترکیه بود.
در تلاش برای تثبیت هویت ملی خود، قزاقستان در سال ۲۰۱۷ انتقال مرحله ای از الفبای سیریلیک به لاتین را آغاز کرد. دولت قزاقستان تا زمان اجرای کامل الفبای جدید، یک فرایند هفت ساله را ترسیم کرد که به مراحل مختلفی تقسیم می‌شد.

### رمزگذاری
پیش از گسترش سیستم عامل‌ها و ویرایشگران متن با پشتیبانی از یونیکد، سیریلیک قزاقی به دلیل مشکل در رمزگذاری ۸ بیتی که در سطح سیستم پشتیبانی نمی‌شد و عدم وجود قلم‌های رایانه ای معمولی، غالباً نمی‌توانستند روی یک کیبورد قرار بگیرند؛ بنابراین دولت، بیش از ۲۰ تغییر برای خط سیریلیک قزاقی که بیش از ۸ حرف نداشت، پیشنهاد کرد. (توجه داشته باشید که این موارد، مربوط به گذشته هستند و اکنون سیستم‌های مدرن قزاقی از رمزگذاری یونیکد مانند UTF-8 استفاده می‌کنند):
- СТ РК ۹۲۰–۹۱ برای DOS (اصلاح صفحه کد ۸۶۶)
- СТ РК ۱۰۴۸—۲۰۰۲ برای ویندوز (اصلاح کد صفحه ۱۲۵۱)

### صفحه کلید
پوسته صفحه کلید ویندوز استاندارد که برای سیریلیک قزاقی در قزاقستان مورد استفاده قرار می‌گیرد، اقتباسی از صفحه کلید روسی است، با حرف آن زبان؛ اما به زبان قزاقی نوشته می‌شوند.

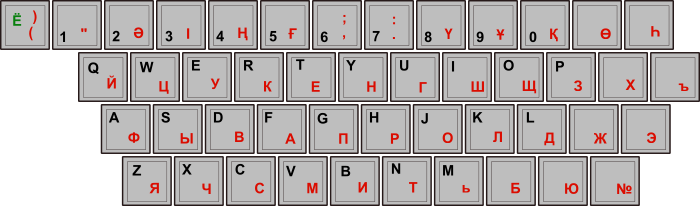
صفحه کلید قزاقی.

## نمونه متن
ماده ۱ اعلامیه جهانی حقوق بشر
| خط سیریلیک | خط عربی | خط لاتین | ترجمه فارسی |
| Барлық адамдар тумасынан азат және қадыр-қасиеті мен құқтары тең болып дүниеге келеді. Адамдарға ақыл-парасат, ар-ождан берілген, сондықтан олар бір-бірімен туыстық, бауырмалдық қарым-қатынас жасаулары тиіс. | بارلىق ادامدار تۋماسىنان ازات جانە قادىر-قاسيەتى مەن قۇقتارى تەڭ بولىپ دۇنيەگە كەلەدى. ادامدارعا اقىل-پاراسات، ار-وجدان بەرىلگەن، سوندىقتان ولار ءبىر-بىرىمەن تۋىستىق، باۋىرمالدىق قارىم-قاتىناس جاساۋلارى ءتيىس.‎ | Barlyq adamdar tumasynan azat jäne qadyr-qasietı men qūqtary teñ bolyp düniege keledı. Adamdarğa aqyl-parasat, ar-ojdan berılgen, sondyqtan olar bır-bırımen tuystyq, bauyrmaldyq qarym-qatynas jasaulary tiıs. | همه آدمیان آزاد زاده می‌شود و در حقوق و شأن یکسان هستند. خردمندی و وجدان به آن‌ها ارزانی شده و بایسته‌است تا با یکدیگر عادلانه و برادرانه رفتار کنند. |